# Арагонский диалект

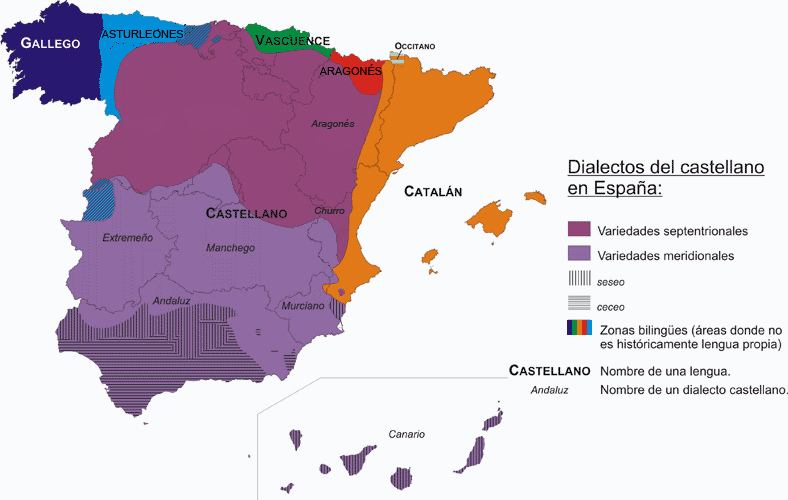
диалекты в Испании

Разновидность испанского языка, на которой говорят в Арагоне, называется араго́нским диале́ктом. Большинство отличий от кастильского появилось благодаря влиянию арагонского языка, ранее распространенного на этой территории. Первые признаки кастельянизации Арагона фиксируются письменными документами уже в 1132 г., в конце XV столетия этот процесс принимает необратимый характер и концу XVII практически полностью завершается.

## Лингвистические особенности
- Характерная нисходящая интонация с удлинением конечной гласной.
- Перестановка ударения в некоторых словах с ударением на третий с конца слог: medico, cantaro, pajaro.
- Частое использование частицы pues.
- Использование характерной лексики, часто имеющих происхождение из арагонского языка: maño (прозвище), acorrazarse (обниматься), galdrufa (юла), fiemo (навоз), zurrambre (зловоние).
- Уменьшительная форма, образующаяся с помощью суффикса -ico.